# روثني ماثورين
روثني ماثورين (من مواليد 14 يناير 2001) هي لاعبة كرة قدم من هايتي تلعب كظهير أيسر لنادي "AS Tigresses" والمنتخب الوطني للسيدات هايتي.